# Grand Prix Kanady 2005

## Grand Prix Kanady

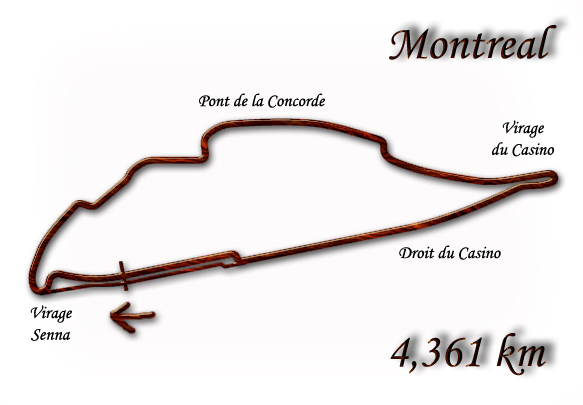

Grand Prix Air Canada
- 12. červen 2005
- Okruh Montreal
- 70 kol x 4,361 km = 305,270 km
- 739. Grand Prix
- 5. vítězství Kimi Räikkönena
- 141. vítězství pro McLaren

## Výsledky

### Pořadí v cíli
| Pozice | Jezdec               | Vůz            | Čas            |
| ------ | -------------------- | -------------- | -------------- |
| 1      | Kimi Räikkönen       | McLaren MP4/20 | 1h32:09.290    |
| 2      | Michael Schumacher   | Ferrari F 2005 | á 0:01"137     |
| 3      | Rubens Barrichello   | Ferrari F 2005 | á 0:40"483     |
| 4      | Felipe Massa         | Sauber C 24    | á 0:55"139     |
| 5      | Mark Webber          | Williams FW 27 | á 0:56"400     |
| 6      | Ralf Schumacher      | Toyota TF 105  | á 1 kolo       |
| 7      | David Coulthard      | Red Bull RB 1  | á 1 kolo       |
| 8      | Christian Klien      | Red Bull RB 1  | á 1 kolo       |
| 9      | Jacques Villeneuve   | Sauber C 24    | á 1 kolo       |
| 10     | Tiago Monteiro       | Jordan EJ 15   | á 3 kola       |
| 11     | Christijan Albers    | Minardi PS 05  | á 3 kola       |
| Kolo   | Odstoupili           | -              | -              |
| 62     | Jarno Trulli         | Toyota TF 105  | Brzdy          |
| 52     | Juan Pablo Montoya   | McLaren MP4/20 | Diskvalifikace |
| 46     | Jenson Button        | B.A.R 007      | Nehoda         |
| 43     | Nick Heidfeld        | Williams FW 27 | Motor          |
| 41     | Takuma Sató          | B.A.R 007      | Brzdy          |
| 39     | Patrick Friesacher   | Minardi PS 05  | Hydraulika     |
| 38     | Fernando Alonso      | Renault R 25   | Nehoda         |
| 32     | Giancarlo Fisichella | Renault R 25   | Hydraulika     |
| 24     | Narain Karthikeyan   | Jordan EJ 15   | Nehoda         |

### Nejrychlejší kolo
- Kimi RAIKKONEN McLaren 	1'14.384 - 211.062 km/h

### Vedení v závodě
- 1-32 kolo Giancarlo Fisichella
- 33-38 kolo Fernando Alonso
- 39-48 kolo Juan Pablo Montoya
- 49-70 kolo Kimi Räikkönen

### Postavení na startu
- Modře – startoval z boxu

| 1. řada  | 1                  | 2                    |
|          | Jenson Button      | Michael Schumacher   |
|          | BAR                | Ferrari              |
|          | 1'15.217           | 1'15.475             |
| 2. řada  | 3                  | 4                    |
|          | Fernando Alonso    | Giancarlo Fisichella |
|          | Renault            | Renault              |
|          | 1'15.561           | 1'15.577             |
| 3. řada  | 5                  | 6                    |
|          | Juan Pablo Montoya | Takuma Sato          |
|          | McLaren            | BAR                  |
|          | 1'15.669           | 1'15.729             |
| 4. řada  | 7                  | 8                    |
|          | Kimi Räikkönen     | Jacques Villeneuve   |
|          | McLaren            | Sauber               |
|          | 1'15.923           | 1'16.116             |
| 5. řada  | 9                  | 10                   |
|          | Jarno Trulli       | Ralf Schumacher      |
|          | Toyota             | Toyota               |
|          | 1'16.201           | 1'16.362             |
| 6. řada  | 11                 | 12                   |
|          | Felipe Massa       | David Coulthard      |
|          | Sauber             | Red Bull             |
|          | 1'16.661           | 1'16.890             |
| 7. řada  | 13                 | 14                   |
|          | Nick Heidfeld      | Mark Webber          |
|          | Williams           | Williams             |
|          | 1'17.081           | 1'17.749             |
| 8. řada  | 15                 | 16                   |
|          | Christijan Albers  | Christian Klien      |
|          | Minardi            | Red Bull             |
|          | 1'18.214           | 1'18.249             |
| 9. řada  | 17                 | 18                   |
|          | Narain Karthikeyan | Tiago Monteiro       |
|          | Jordan             | Jordan               |
|          | 1'18.664           | 1'19.034             |
| 10. řada | 19                 | 20                   |
|          | Patrick Friesacher | Rubens Barrichello   |
|          | Minardi            | Ferrari              |
|          | 1'19.574           | - -- ---             |
| -------- | ------------------ | -------------------- |

### Zajímavosti
- Rubens Barrichello vystoupil po 60 na podium
- Michael Schumacher jel 151 GP za Ferrari